# Ескортний авіаносець

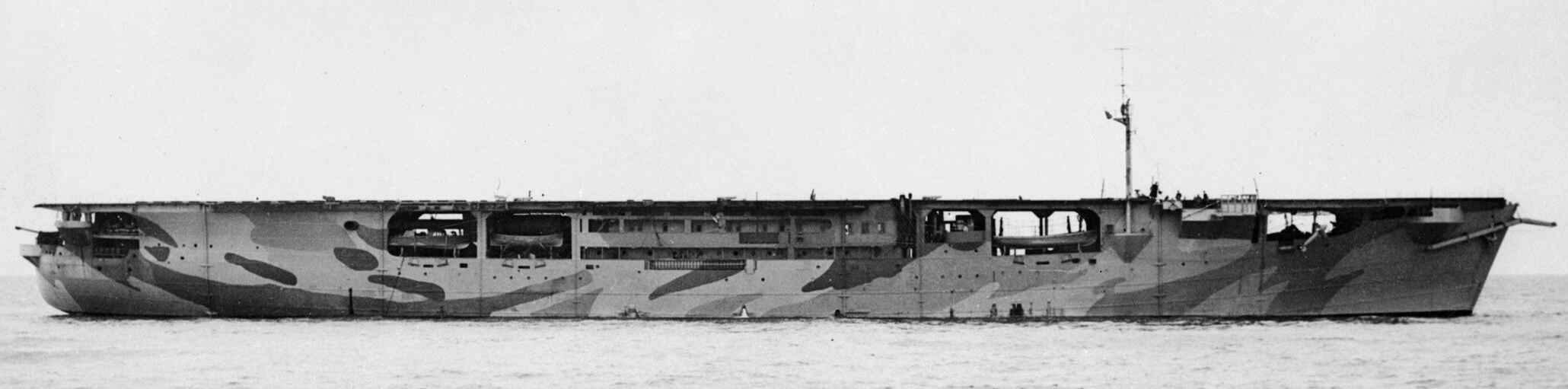
Ескортний авіаносець «Одасіті» — перший авіаносець такого типу

Еско́ртний авіано́сець (англ. escort carrier) — клас військових кораблів, різновид малих авіаносців у ВМФ Великої Британії і ВМС США, а також в Імперському флоті Японської імперії та ВПС її армії, призначений для боротьби з підводними човнами в ході супроводу конвоїв, підтримки десантних операцій, транспортування літаків. На відміну від звичайних авіаносців вони були меншими, повільнішими, водночас значно дешевшими, що дозволяло будувати їх у великих кількостях. У ескортні авіаносці часто перероблялися великі цивільні судна.

## Історія
Ескортні авіаносці широко застосовувалися під час Другої світової війни. На Атлантичному театрі воєнних дій ескортні авіаносці використовувалися для захисту торговельних караванів від дій підводних човнів ВМС Німеччини. На Тихоокеанському театрі їх роль зводилася в основному до підтримки амфібійних операцій, а також транспортування літаків для авіаносців флоту і авіаційних частин інших видів військ, зокрема — Корпусу морської піхоти.
Після завершення Другої світової використання ескортних авіаносців припинилося, оскільки для боротьби з ворожими підводними човнами ефективніше було використовувати вертольоти, що розміщувались як на спеціалізованих вертольотоносцях, так і інших бойових кораблях.

## Списки
- Список ескортних авіаносців Великої Британії
- Список ескортних авіаносців США
- Список авіаносців Японії

| Країна           | Побудовано | Скасовано | У складі флоту | Втрачено |
| ---------------- | ---------- | --------- | -------------- | -------- |
| Японська імперія | 9          | 2         | 9              | 4        |
| Велика Британія  | 45         |           | 45             | 5        |
| США              | 124        | 4         | 84             | 6        |